# Duero
Duero (hiszp. Duero, wym. [ˈdweɾo]; port. Douro, wym. [ˈdoɾu]; łac. Durius) – rzeka w Hiszpanii i Portugalii o długości 895 km, na odcinku około 130 kilometrów jest rzeką graniczną między tymi krajami. Najbardziej zasobna w wodę na Półwyspie Iberyjskim i trzecia pod względem długości. Obszar źródłowy w Górach Iberyjskich na wysokości 2080 m n.p.m. w masywie Sierra de Urbión, na północny zachód od miasta Soria w Hiszpanii.
Początkowo płynie w kierunku południowym, poniżej miasta Almazán po czym przyjmuje kierunek zachodni, następnie płynie w obniżeniu pomiędzy Górami Iberyjskimi (Sistema Ibérico) i Kordylierą Centralną (Sistema Central). Przepływa przez wyżynę Starej Kastylii po czym na zachodnim krańcu Mesety Iberyjskiej tworzy kanion o długości ok. 100 km i głębokości do 400 m. Uchodzi do Oceanu Atlantyckiego na terenie Portugalii, tworząc estuarium. Duże wahania stanu wód (średni przepływ ok. 570 m³/s; maksymalny – do 20 000 m³/s, minimalny – 20-30 m³/s, w lecie). Wykorzystywana do nawadniania i w hydroenergetyce. W dolnym biegu rzeki liczne winnice, w tym znajdujący się na liście światowego dziedzictwa UNESCO region winiarski Alto Douro.
- Główne dopływy:

prawe: Pisuerga, Esla, Sabor, Tua, Tâmega, Valderaduey

lewe: Adaja, Águeda, Tormes, Huebra
- Największe ośrodki miejskie położone nad rzeką:

Hiszpania: Soria, Zamora

Portugalia: Porto

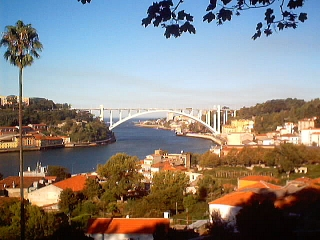
Ujście Duero w Porto
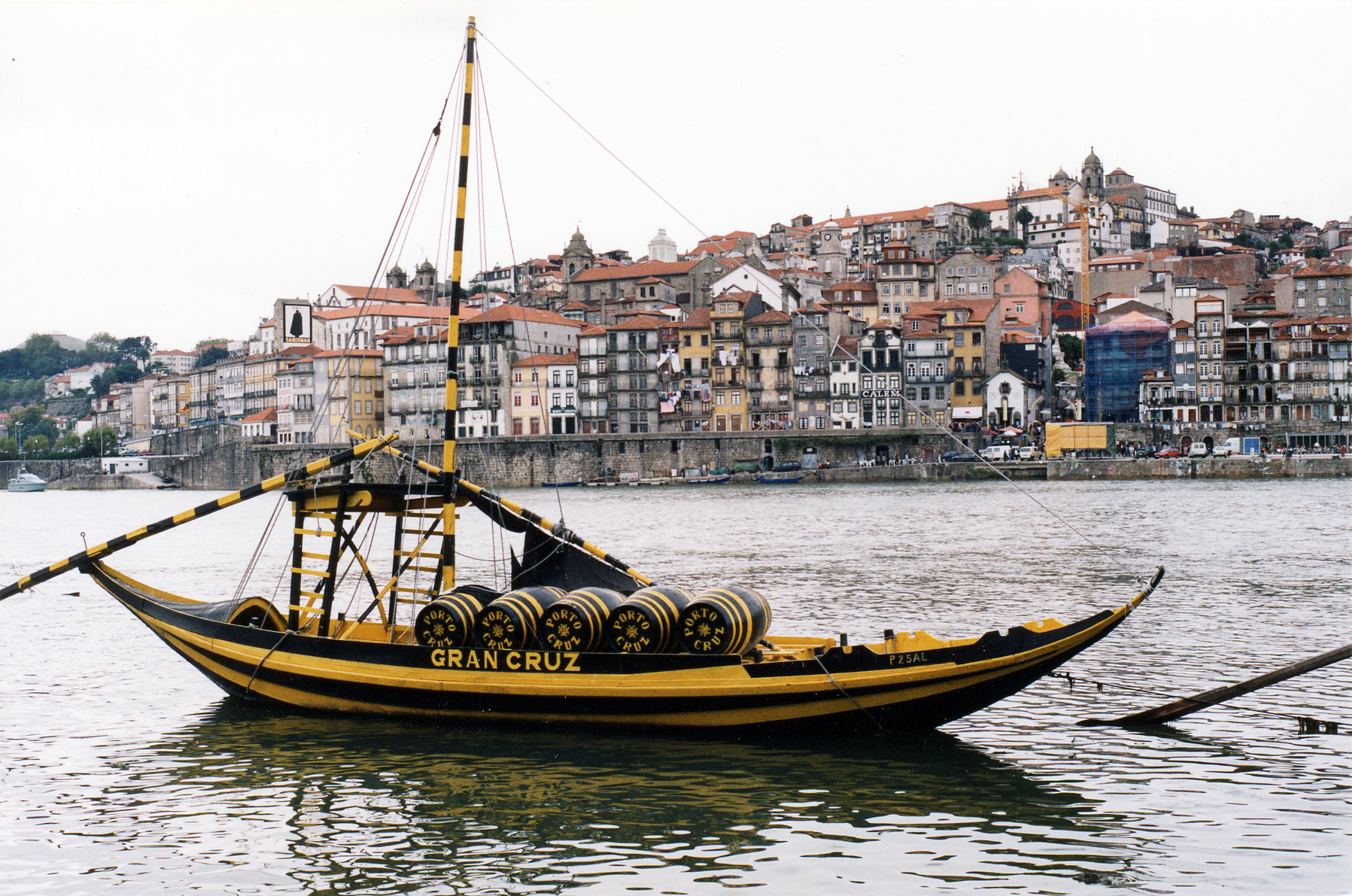
Widok na rzekę Duero w Porto